# Лангесуннсфіорд
59°00′ пн. ш. 9°48′ сх. д. / 59° пн. ш. 9.8° сх. д.
Лангесуннсфіорд (норв. Langesundsfjorden), також відомий як Бревікс-фіорд (норв. Breviksfjorden) — ділянка фіорду в графстві Телемарк, Норвегія. Фіорд довжиною 8 кілометрів (5,0 миль) витікає з Скагеррака між островами Сандоя, Бйоркейя та Сіктесойя в муніципалітеті Порсгрунн і материковою частиною муніципалітету Бамбл.

## Місцезнаходження
Фіорд тягнеться від протоки Лангесунн біля міста Бревік, де він розділяється на Фрірфіорд і Ейдангерфіорд. У середньовіччі фіорд називався Гренмар на честь народу гренерів, який тут жив і мар, що давньоскандинавською мовою означає море. Пізніше, аж до 1700-х років, усю ділянку від Лангесуннської щілини до Шкіна називали Лангесуннсфіордом.
Міст Бревік — міст через гирло Фріерфіорду, що сполучає муніципалітети Бамбл і Порсгрунн. На західній стороні Бамбла лежить місто Стателле. На східній стороні лежить місто Бревік у Порсгрунні. Тунель Бревік (Brevikstunnelen) на шосе 354 (старий E18) проходить через пагорб у Бревіку та сполучає міст Бревік з рештою шляху на північ.

## Геологія
Лангесуннсфіорд особливо відомий відкриттям флуоресцентних мінералів. Багато знайдених тут мінералів відносно рідкісні. Комерційний видобуток декоративного каменю розпочався наприкінці 1880-х років. У 1881 році Дідерік Каппелен (1856—1935) вперше знайшов Каппеленіт у Лангесундсфьорді. Каппеленіт, який він виявив у невеликих жилах у нефеліновому сієнітовому пегматиті, є рідкісним ітрій-барієвим боросилікатом. Він зустрічається у формі зеленувато-коричневих шестигранних кристалів.

## Інтернет-ресурси
- Langesundsfjord